# 다산네트웍스
주식회사 다산네트웍스(DASAN Networks, Inc.)는 초고속 인터넷 사용을 위한 유무선 통신장비를 개발, 생산하는 기업이다.

## 제품
주요 제품군은 FTTx, 이더넷 스위치, XDSL등 초고속 인터넷 장비와 모바일백홀 및 IP 셋톱박스, WiFi AP/AC 등이 있다. 브로드밴드 엑세스와 모바일 네트워크 분야에서 백본부터 액세스, 단말기까지 국내외 통신서비스 사업자와 엔터프라이즈 고객을 위한 솔루션을 제공하고 있다.

## 그룹소개
(주)다산네트웍스는 2015년 4월 네트워크 비즈니스 전문성 강화를 목적으로 물적분할을 실시하고 지주회사 체제로 전환했다.

계열사 투자/관리와 함께 기업 및 공공시장의 네트워크 솔루션과 사물인터넷(IoT) 서비스 등 신규 엔터프라이즈 사업에 주력하는 모회사 (주)다산네트웍스와 국내외 통신사업자 대상의 사업에 주력하는 자회사 (주)다산네트웍솔루션즈로 분할됐다. 또한 소프트웨어 개발 전문 기업 (주)핸디소프트, 자동차 부품 개발 및 생산 기업 (주)디엠씨, 전자파 차폐소재 개발 및 생산 기업 (주)다산솔루에타, 플랜트용 열교환기 기업 (주)디티에스 등을 주요 계열사로 두고 있다.
| - 다산네트웍스 - 다산네트웍솔루션즈 - 핸디소프트 | - 디엠씨 - 솔루에타 - 디티에스 |

## 사업 분야
다산네트웍스는 자회사 다산네트웍솔루션즈와 함께 국내외 통신사업자 및 기업과 공공시장을 위한 네트워크 솔루션을 개발 및 공급하고 있다. 국내에서는 KT, SK브로드밴드, LG유플러스 등 국내 통신사업자가 주요 고객이며, 일본 소프트뱅크(Soft Bank), 대만 청화텔레콤(CHT), 베트남 비에텔(Viettel) 등 글로벌 통신사업자를 주요 고객으로 제품 및 솔루션을 공급하고 있다. 주력 제품은 브로드밴드 엑세스와 모바일 네트워크 분야에서 코어-엣지(Core-edge)부터 엑세스(Access), 단말기 등이 있다. 최근에는 전 세계적으로 네트워크 트래픽이 가중되며 고성능 통신장비의 수요가 높아짐에 따라 테라급의 대용량 스위치 및 기존 인프라를 활용하는 지닷패스트(G.fast) 솔루션 등의 통신기술을 개발하여 출시했다. 또한 기업, 공공 , 학교, 국방, 관광, 교통 등 다양한 산업 분야에서 사물인터넷을 위한 네트워크 솔루션과 서비스를 개발, 공급하고 있다.

## 연혁
- 2015년 ㈜다산네트웍솔루션즈 분할 설립
- 2015년 ㈜콘도르다산 합작법인 설립
- 2015년 ㈜솔루에타 인수
- 2015년 베트남 법인 설립
- 2015년 프랑스 사무소 개소
- 2014년 SK브로드밴드와 세계 최초 10G 인터넷 상용망 서비스 시연
- 2014년 대만 법인 설립

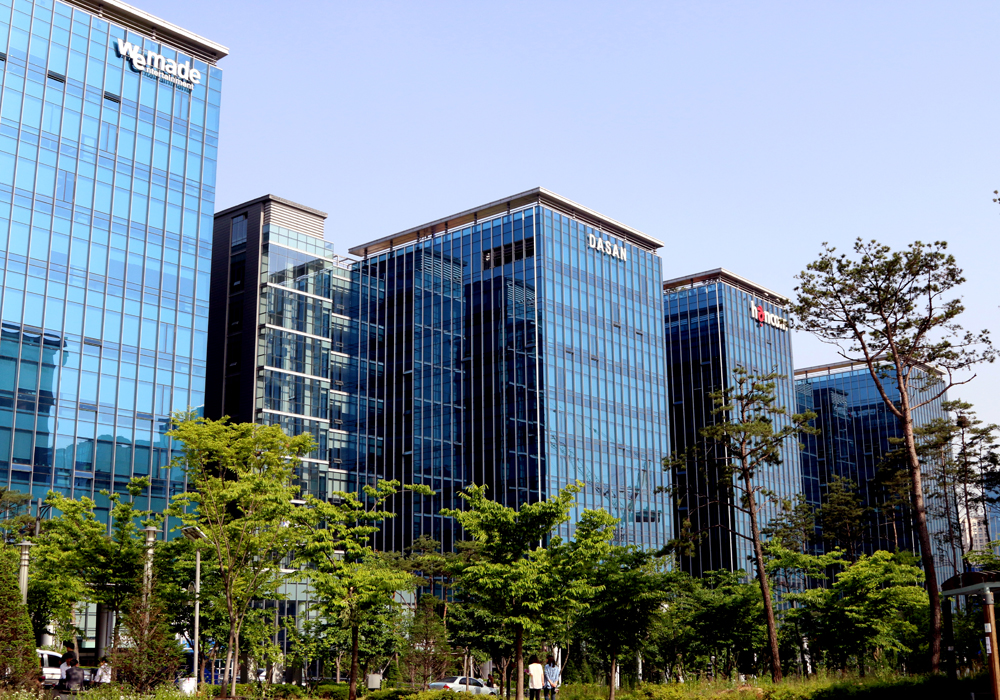
경기도 판교 본사 사옥

- 2014년 베트남 비에텔(Viettel)에 FTTH(GPON) 공급
- 2014년 LG유플러스에 Edge Service Access Network Solution 공급
- 2013년 SK브로드밴드와 스마트박스 공동 개발, 출시
- 2013년 대만 청화텔레콤(CHT) 및 타이포(Taifo)에 FTTH 공급
- 2013년 ㈜디티에스(구 동양티에스㈜) 인수
- 2012년 NTT서일본에 OTT 박스 공급
- 2012년 중국 합작 법인 ‘CHASHAN Networks Co., LTD.’ 설립
- 2012년 ㈜디엠씨(구 동명통산) 인수
- 2011년 LG유플러스에 4G LTE Access 장비 공급
- 2011년 ㈜핸디소프트 인수
- 2010년 북미법인 설립
- 2009년 인도 BSNL에 FTTH(GPON) 공급
- 2009년 일본 소프트뱅크(Soft Bank)에 GPON 기반 Mobile Backhaul Solution 공급
- 2008년 노키아 지멘스 네트웍스(NSN) 지분 매각, ㈜다산인베스트 계열사로 편입
- 2008년 SK브로드밴드에 FTTH(GPON) 공급
- 2008년 LG유플러스에 FTTH(EPON) 공급
- 2008년 삼성네트웍스 인터넷전화기(VoIP) No.1 공급자
- 2007년 노키아 지멘스 네트웍스(NSN)로 계열사 변경
- 2007년 KT에 FTTH(EPON) & IP-TV(IP-STB) 공급
- 2005년 ADSL2 IP-DSLAM 세계시장 출시
- 2005년 KT FTTH(EPON) & IP-TV(IP-STB) No.1 공급자
- 2004년 지멘스(SIMENS) 투자 유치 및 계열사 편입
- 2003년 VDSL IP-DSLAM 장비 출시
- 2002년 '㈜다산네트웍스'로 사명 변경
- 2002년 L3 메트로 이더넷 스위치 국산개발 및 상용화
- 2001년 리눅스 기반 L2 스위치 국산개발 및 상용화
- 2001년 메트로 이더넷 솔루션 OPTEX 제품군 출시
- 2000년 세계 최초 리눅스 기반 라우터 상용화
- 2000년 코스닥 시장 상장 '㈜다산인터네트'[2][3]
- 2000년 범용 라우터 및 스위치 VERTEX 제품군 출시
- 1999년 사명 변경(다산기연 → 다산인터네트)
- 1998년 국내 최초 프레임릴레이 라우터 개발, KT 공급
- 1995년 다산기술연구소 설립
- 1993년 '㈜다산기연' 설립